# ブリット・フレドリクセン
ブリット・フレドリクセン（Britt Fredriksen、1945年10月1日 - ）は、米PLAYBOY誌1968年6月号のプレイメイト。ノルウェー出身。
彼女の中央見開き折込ページ（センターフォールド）はポンペオ・ポサル(Pompeo Posar)によって撮影された。
大学を休学する以前は数学を専攻する学生であった。プレイメイトグラビア撮影時、彼女はミズーリ州セントルイスのプレイボーイ・クラブのバニーガールだった。彼女はPLAYBOY出演後もモデルの仕事を続けた。